# El Tuzal
El Tuzal är en ort i Mexiko.   Den ligger i kommunen Mariano Escobedo och delstaten Veracruz, i den sydöstra delen av landet, 210 km öster om huvudstaden Mexico City. El Tuzal ligger 2 298 meter över havet och antalet invånare är 233.
Terrängen runt El Tuzal är bergig norrut, men söderut är den kuperad. Runt El Tuzal är det tätbefolkat, med 411 invånare per kvadratkilometer. Närmaste större samhälle är Orizaba, 14,6 km sydost om El Tuzal. I omgivningarna runt El Tuzal växer i huvudsak städsegrön lövskog.